# Gilbert Dean

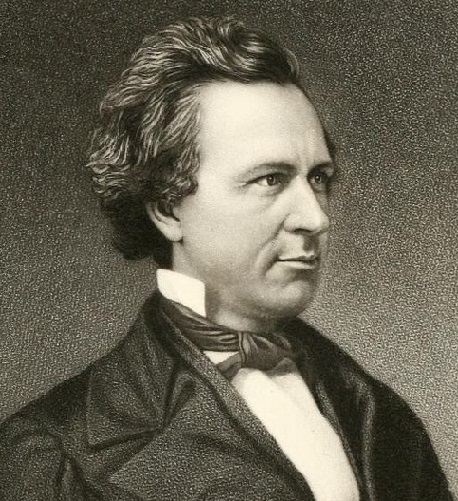
Gilbert Dean, vor 1855

Gilbert Dean (* 14. August 1819 in Pleasant Valley, New York; † 12. Oktober 1870 in Poughkeepsie, New York) war ein US-amerikanischer Jurist und Politiker. Zwischen 1851 und 1854 vertrat er den Bundesstaat New York im US-Repräsentantenhaus.

## Werdegang
Gilbert Dean wurde ungefähr dreieinhalb Jahre nach dem Ende des Britisch-Amerikanischen Krieges in Pleasant Valley im Dutchess County geboren und wuchs dort auf. In dieser Zeit besuchte er Gemeinschaftsschulen und das lokale Amenia Seminary. 1841 graduierte er am Yale College. Dean studierte Jura, bekam seine Zulassung als Anwalt und begann dann 1844 in Poughkeepsie zu praktizieren. Politisch gehörte er der Demokratischen Partei an.
Bei den Kongresswahlen des Jahres 1850 wurde Dean im achten Wahlbezirk von New York in das US-Repräsentantenhaus in Washington, D.C. gewählt, wo er am 4. März 1851 die Nachfolge von Ransom Halloway antrat. Im Jahr 1852 kandidierte er im zwölften Wahlbezirk von New York für einen Kongresssitz. Nach einer erfolgreichen Wahl trat er am 4. März 1853 die Nachfolge von David L. Seymour an. Allerdings trat er am 3. Juli 1854 von seinem Sitz zurück.
Gouverneur Horatio Seymour ernannte ihn am 26. Juni 1854 zum Richter am Supreme Court für den zweiten Gerichtsbezirk von New York, um dort die Vakanz zu füllen, die durch den Tod von Seward Barculo entstand. Er wurde dann am 1. Januar 1855 Richter am Court of Appeals – eine Stellung, die er bis zum 1. Januar 1856 innehatte. Dann zog er 1856 nach New York City, wo er wieder als Anwalt tätig war, behielt allerdings eine Sommerresidenz in Poughkeepsie. Sein berüchtigtster Klient war Captain Nathaniel Gordon, der als einziger Mann jemals in den Vereinigten Staaten wegen internationalen Sklavenhandels zum Tode verurteilt wurde. Dean legte erfolglos Berufung beim Präsidenten Abraham Lincoln ein. Er argumentierte, dass ein Stadtgefängnis, The Tombs in New York, nicht für die Hinrichtung einer Person verwendet werden könnte, die wegen eines Bundesvergehens verurteilt wurde. 1863 saß er in der New York State Assembly. Dean verstarb am 12. Oktober 1870 in Poughkeepsie und wurde dann auf dem Presbyterian Cemetery in Pleasant Valley beigesetzt. Seine sterblichen Überreste wurden allerdings später auf den Portland Evergreen Cemetery in Brocton umgebettet.

## Werke
- „The emancipation proclamation and arbitrary arrests!!“, Gale Cengage Learning, 1863.